# Llista d'espècies de cibèids
Aquesta és la llista d'espècies de cibèids, una família d'aranyes araneomorfes descrita per primera vegada per N. Banks l'any 1892.
La llista conté la informació recollida fins al 31 de desembre del 2006 i hi ha citats 12 gèneres i 153 espècies; el gènere amb més espècies és Cybaeus amb 105 espècies. La seva distribució és força extensa en l'hemisferi nord (Europa, gran part del Nord-amèrica i Àsia) i algunes altres zones (el nord de Sud-amèrica, Sumatra).

## Gèneres i espècies

### Argyroneta
Argyroneta Latreille, 1804
- Argyroneta aquatica (Clerck, 1757) (Paleàrtic)

### Cedicoides
Cedicoides Charitonov, 1946
- Cedicoides maerens (Simon, 1889) (Turkmenistan)
- Cedicoides parthus (Fet, 1993) (Turkmenistan)
- Cedicoides pavlovskyi (Spassky, 1941) (Tajikistan)
- Cedicoides simoni (Charitonov, 1946) (Uzbekistan)

### Cedicus
Cedicus Simon, 1875
- Cedicus bucculentus Simon, 1889 (Himàlaia)
- Cedicus dubius Strand, 1907 (Japó)
- Cedicus flavipes Simon, 1875 (Mediterrani Oriental)
- Cedicus israeliensis Levy, 1996 (Israel)
- Cedicus pumilus Thorell, 1895 (Myanmar)

### Cybaeina
Cybaeina Chamberlin & Ivie, 1932
- Cybaeina confEUA Chamberlin & Ivie, 1942 (EUA)
- Cybaeina minuta (Banks, 1906) (EUA)
- Cybaeina sequoia Roth, 1952 (EUA)
- Cybaeina xantha Chamberlin & Ivie, 1937 (EUA)

### Cybaeota
Cybaeota Chamberlin & Ivie, 1933
- Cybaeota calcarata (Emerton, 1911) (EUA, Canadà)
- Cybaeota munda Chamberlin & Ivie, 1937 (EUA)
- Cybaeota nana Chamberlin & Ivie, 1937 (EUA, Canadà)
- Cybaeota shastae Chamberlin & Ivie, 1937 (EUA)

### Cybaeozyga
Cybaeozyga Chamberlin & Ivie, 1937
- Cybaeozyga heterops Chamberlin & Ivie, 1937 (EUA)

### Cybaeus
Cybaeus L. Koch, 1868
- Cybaeus abchasicus Charitonov, 1947 (Turquia, Geòrgia)
- Cybaeus adenes Chamberlin & Ivie, 1932 (EUA)
- Cybaeus aizuensis Kobayashi, 2006 (Japó)
- Cybaeus akiensis Ihara, 2003 (Japó)
- Cybaeus amicus Chamberlin & Ivie, 1932 (EUA)
- Cybaeus angustiarum L. Koch, 1868 (Europa fins a Azerbaijan)
- Cybaeus aokii Yaginuma, 1972 (Japó)
- Cybaeus aquilonalis Yaginuma, 1958 (Xina, Japó)
- Cybaeus asahi Kobayashi, 2006 (Japó)
- Cybaeus aspenicolens Chamberlin & Ivie, 1932 (EUA)
- Cybaeus balkanus Deltshev, 1997 (Bulgària, Sèrbia, Macedònia)
- Cybaeus bam Marusik & Logunov, 1991 (Kurile)
- Cybaeus basarukini Marusik & Logunov, 1991 (Sakhalin)
- Cybaeus biwaensis Kobayashi, 2006 (Japó)
- Cybaeus blasbes Chamberlin & Ivie, 1932 (EUA)
- Cybaeus brignolii Maurer, 1992 (Turquia)
- Cybaeus broni Caporiacco, 1934 (Karakorum)
- Cybaeus bulbosus Exline, 1935 (EUA)
- Cybaeus cascadius Roth, 1952 (EUA)
- Cybaeus communis Yaginuma, 1972 (Japó)
- Cybaeus confrantis Oliger, 1994 (Rússia)
- Cybaeus conservans Chamberlin & Ivie, 1932 (EUA)
- Cybaeus consocius Chamberlin & Ivie, 1932 (EUA)
- Cybaeus constrictus Chamberlin & Ivie, 1942 (EUA)
- Cybaeus cribelloides Chamberlin & Ivie, 1932 (EUA)
- Cybaeus cylisteus Zhu & Wang, 1992 (Xina)
- Cybaeus deletroneus Zhu & Wang, 1992 (Xina)
- Cybaeus desmaeus Zhu & Wang, 1992 (Xina)
- Cybaeus devius Chamberlin & Ivie, 1942 (EUA)
- Cybaeus echigo Kobayashi, 2006 (Japó)
- Cybaeus eXinaceus Zhu & Wang, 1992 (Xina)
- Cybaeus enshu Kobayashi, 2006 (Japó)
- Cybaeus eutypus Chamberlin & Ivie, 1932 (EUA, Canadà)
- Cybaeus fujisanus Yaginuma, 1972 (Japó)
- Cybaeus gassan Kobayashi, 2006 (Japó)
- Cybaeus giganteus Banks, 1892 (EUA)
- Cybaeus gonokawa Ihara, 1993 (Japó)
- Cybaeus grizzlyi Schenkel, 1950 (EUA)
- Cybaeus hatsushibai Ihara, 2005 (Japó)
- Cybaeus hesper Chamberlin & Ivie, 1932 (EUA)
- Cybaeus hibaensis Ihara, 1994 (Japó)
- Cybaeus higoensis Irie & Ono, 2000 (Japó)
- Cybaeus hiroshimaensis Ihara, 1993 (Japó)
- Cybaeus intermedius Maurer, 1992 (Suïssa, Itàlia)
- Cybaeus itsukiensis Irie, 1998 (Japó)
- Cybaeus jaanaensis Komatsu, 1968 (Japó)
- Cybaeus jilinensis Song, Kim & Zhu, 1993 (Xina)
- Cybaeus jinsekiensis Ihara, 2006
- Cybaeus kawabensis Irie & Ono, 2002 (Japó)
- Cybaeus kiiensis Kobayashi, 2006 (Japó)
- Cybaeus kiuchii Komatsu, 1965 (Japó)
- Cybaeus kumaensis Irie & Ono, 2001 (Japó)
- Cybaeus kunashirensis Marusik & Logunov, 1991 (Kurile, Japó)
- Cybaeus kunisakiensis Ihara, 2003 (Japó)
- Cybaeus longus Paik, 1966 (Corea)
- Cybaeus maculosus Yaginuma, 1972 (Japó)
- Cybaeus magnus Yaginuma, 1958 (Japó)
- Cybaeus melanoparvus Kobayashi, 2006 (Japó)
- Cybaeus melloteei (Simon, 1886) (Japó)
- Cybaeus minoensis Kobayashi, 2006 (Japó)
- Cybaeus minor Chyzer, 1897 (Europa)
- Cybaeus miyagiensis Ihara, 2004 (Japó)
- Cybaeus miyosii Yaginuma, 1941 (Japó)
- Cybaeus montanus Maurer, 1992 (Suïssa, Itàlia)
- Cybaeus monticolus Kobayashi, 2006 (Japó)
- Cybaeus morosus Simon, 1886 (EUA, Alaska)
- Cybaeus mosanensis Paik & Namkung, 1967 (Corea)
- Cybaeus multnoma Chamberlin & Ivie, 1942 (EUA)
- Cybaeus nipponicus (Uyemura, 1938) (Japó)
- Cybaeus nojimai Ihara, 1993 (Japó)
- Cybaeus obedientiarius Komatsu, 1963 (Japó)
- Cybaeus okafujii Yaginuma, 1963 (Japó)
- Cybaeus okayamaensis Ihara, 1993 (Japó)
- Cybaeus patritus Bishop & Crosby, 1926 (EUA)
- Cybaeus perditus Chamberlin & Ivie, 1932 (EUA)
- Cybaeus petegarinus Yaginuma, 1972 (Japó)
- Cybaeus rarispinosus Yaginuma, 1970 (Japó)
- Cybaeus raymondi (Simon, 1916) (França)
- Cybaeus reducens Chamberlin & Ivie, 1932 (EUA)
- Cybaeus reticulatus Simon, 1886 (EUA, Canadà, Alaska)
- Cybaeus ryunoiwayaensis Komatsu, 1968 (Japó)
- Cybaeus sanctus (Komatsu, 1942) (Japó)
- Cybaeus sasakii Ihara, 2004 (Japó)
- Cybaeus scopulatus Chamberlin & Ivie, 1942 (EUA)
- Cybaeus septatus Chamberlin & Ivie, 1942 (EUA)
- Cybaeus shingenni Komatsu, 1968 (Japó)
- Cybaeus shoshoneus Chamberlin & Ivie, 1932 (EUA)
- Cybaeus signatus Keyserling, 1881 (Perú)
- Cybaeus signifer Simon, 1886 (EUA, Canadà, Alaska)
- Cybaeus silicis Barrows, 1919 (EUA)
- Cybaeus simplex Roth, 1952 (EUA)
- Cybaeus sinuosus Fox, 1937 (Canadà)
- Cybaeus strandi Kolosváry, 1934 (Transsilvània)
- Cybaeus striatipes Bösenberg & Strand, 1906 (Japó)
- Cybaeus taraensis Irie & Ono, 2001 (Japó)
- Cybaeus tardatus (Chamberlin, 1919) (EUA)
- Cybaeus tetricus (C. L. Koch, 1839) (Europa)
- Cybaeus tottoriensis Ihara, 1994 (Japó)
- Cybaeus triangulus Paik, 1966 (Corea)
- Cybaeus tsurugi Ihara, 2003 (Japó)
- Cybaeus tsurEUAkii Ihara, 1993 (Japó)
- Cybaeus urabandai Ihara, 2004 (Japó)
- Cybaeus vignai Brignoli, 1977 (França, Itàlia)
- Cybaeus yoshiakii Yaginuma, 1968 (Japó)
- Cybaeus yoshidai Ihara, 2004 (Japó)

### Dolichocybaeus
Dolichocybaeus Kishida, 1968
- Dolichocybaeus anaiwaensis Komatsu, 1968 (Japó)
- Dolichocybaeus ashikitaensis Komatsu, 1968 (Japó)
- Dolichocybaeus bitchuensis (Ihara & Nojima, 2005) (Japó)
- Dolichocybaeus daisen (Ihara & Nojima, 2005) (Japó)
- Dolichocybaeus fuujinensis Komatsu, 1968 (Japó)
- Dolichocybaeus gotoensis Yamaguchi & Yaginuma, 1971 (Japó)
- Dolichocybaeus ishikawai Kishida, 1961 (Japó)
- Dolichocybaeus kirigaminensis (Komatsu, 1963) (Japó)
- Dolichocybaeus kompiraensis Komatsu, 1968 (Japó)
- Dolichocybaeus kuramotoi (Yaginuma, 1963) (Japó)
- Dolichocybaeus mimasaka (Ihara & Nojima, 2005) (Japó)
- Dolichocybaeus momotaro (Ihara & Nojima, 2005) (Japó)
- Dolichocybaeus nichikoensis Komatsu, 1968 (Japó)
- Dolichocybaeus nishikawai Komatsu, 1968 (Japó)
- Dolichocybaeus shinkaii Komatsu, 1970 (Japó)
- Dolichocybaeus tajimaensis (Ihara & Nojima, 2005) (Japó)
- Dolichocybaeus takasawaensis Komatsu, 1970 (Japó)
- Dolichocybaeus uenoi Yaginuma, 1970 (Japó)
- Dolichocybaeus whanseunensis (Paik & Namkung, 1967) (Corea)

### Heterocybaeus
Heterocybaeus Komatsu, 1968
- Heterocybaeus akaanaensis Komatsu, 1968 (Japó)
- Heterocybaeus ryusenensis Komatsu, 1968 (Japó)
- Heterocybaeus senzokuensis Komatsu, 1968 (Japó)
- Heterocybaeus zenifukiensis Komatsu, 1968 (Japó)

### Paracedicus
Paracedicus Fet, 1993
- Paracedicus ephthalitus (Fet, 1993) (Turkmenistan)
- Paracedicus feti Marusik & Guseinov, 2003 (Azerbaijan)
- Paracedicus gennadii (Fet, 1993) (Turkmenistan)

### Symposia
Symposia Simon, 1898
- Symposia bifurca Roth, 1967 (Veneçuela)
- Symposia columbiana Müller & Heimer, 1988 (Colòmbia)
- Symposia dubiosa Roth, 1967 (Veneçuela)
- Symposia sexoculata Roth, 1967 (Veneçuela)
- Symposia silvicola Simon, 1898 (Veneçuela)
- Symposia umbrosa Simon, 1898 (Veneçuela)

### Vagellia
Vagellia Simon, 1899
- Vagellia helveola Simon, 1899 (Sumatra)